# Шаньян (Цзяоцзо)
Шаньян (кит. упр. 山阳, пиньинь Shānyáng) — район городского подчинения городского округа Цзяоцзо провинции Хэнань (КНР). Район назван в честь существовавшего в этих местах в античные времена города Шаньян.

## История
После капитуляции Японии во Второй мировой войне коммунистами 8 сентября 1945 года на смежных территориях уездов Сюу и Боай был создан город Цзяоцзо (焦作市). Затем во время гражданской войны эти места были захвачены гоминьдановскими войсками, и в феврале 1948 года город Цзяоцзо был преобразован в уезд Цзяоцзо (焦作县). В октябре 1948 года уезд Цзяоцзо вновь перешёл под контроль коммунистов.
После победы в гражданской войне коммунистами была в августе 1949 года создана провинция Пинъюань, и уезд Цзяоцзо вошёл в состав созданного одновременно Специального района Синьсян (新乡专区) провинции Пинъюань. В октябре 1949 года уезд Цзяоцзо был преобразован в Горнодобывающий район Цзяоцзо (焦作矿区). 30 ноября 1952 года провинция Пинъюань была расформирована, и Специальный район Синьсян перешёл в состав провинции Хэнань. В 1956 году Горнодобывающий район Цзяоцзо был преобразован в город Цзяоцзо. В 1957 году был создан Пригородный район (郊区).
В последующие годы территория Пригородного района изменялась, часть его территорий была передана в состав других административных единиц. В 1990 году решением Госсовета КНР Пригородный район Цзяоцзо был переименован в район Шаньян. Теперь уже его территория стала расширяться за счёт земель окрестных уездов: так, в 2011 году за счёт присоединения части земель уездов Учжи и Боай территория района Шаньян выросла более чем в полтора раза.

## Административное деление
Район делится на 11 уличных комитетов, 2 посёлка и 1 волость.